# Зейнеп Бешерлер
Зейнеп Бешерлер (на турски: Zeynep Beşerler) (1 август 1979, Измир) е турска филмова и кино актриса.
Завършва Френска литература в Истанбулския университет. Едно от най-значимите и участие е в турския сериен филм Опасни улици, в ролята на асистент-комисар Мелек.

## Филми и сериали
- Тайната на султана (2010) кино филм....Йелиз
- Турците трябва да са полудели (2009) кино филм.... Юзбашъ
- Опасни улици (2010) сериал.... Комисар Мелек Сертер
- Обичам ви (2010) кино филм .... Айла
- Любов и наказание (2010) сериал .... Надя
- Умрелите цветя на Сараево (2008) .... Йелена
- Nazlı Yarim (2007) сериал .... Назлъ
- Esir kalpler (2006) сериал .... Зухал Акерман
- Градината на Рюзгар (2005) сериал .... Рюзгар
- Ihlamurlar Altında (2005) сериал .... Аслъ
- Здрач (2003) сериал .... Филиз